# Sakkozók örökranglistája
A sakkozók örökranglistája tartalmazza azoknak a nagymestereknek a nevét, akik az Élő-pontrendszer bevezetését követően elérték a szupernagymesteri szintet jelentő 2700 pontot, illetve a női sakkozók esetében a 2500 pontot.
A listákban feltüntetésre kerül az egyéni rekord elérésének első időpontja, valamint az, hogy ez a pontszám milyen rekordnak tekinthető.

## Abszolút lista
Az abszolút lista az értékszámot elért és meghaladó férfi és női sakkozókat egyaránt tartalmazza. Ezen a listán egyetlen nő található, Polgár Judit.
A 2700-as határt 2000-ig hat versenyző, 2009-ig 24 versenyző lépte át. 2017. decemberben 110, 2021 decemberében 124 olyan név szerepelt a listán, akik legalább egyszer életükben elérték a 2700 pontot.
A 2800 pontot 2021. decemberig 14 versenyző érte el, illetve szárnyalta túl.
A magyar versenyzők közül öten szerepelnek az örök világranglista első 100 helyezettje között, köztük Polgár Judit mint a világon a legmagasabb Élő-pontszámot elért női versenyző. Mellette Lékó Péter, Rapport Richárd, Almási Zoltán és Berkes Ferenc.
Megjegyzés: A listában mindazon országok feltüntetésre kerülnek, amely ország színeiben az adott versenyző játszott pályafutása során, de a rekordok között csak azon ország esetében lett figyelembe véve, amely ország színeiben az adott rekordot tartotta.
|           | Ország                                                       | Versenyző               | Élő-p. | Elérése | Megjegyzés |
| --------- | ------------------------------------------------------------ | ----------------------- | ------ | ------- | --- |
| 2800+     |                                                              |                         |        |         | |
| 1         | Norvégia                                                     | Magnus Carlsen          | 2882   | 2014-05 | A legmagasabb Élő-pontszámot elért norvég versenyző A legmagasabb pontszámmal rendelkező világbajnok Korábbi világbajnok (2013−2023)                    |
| 2         | Szovjetunió · Oroszország                                    | Gari Kaszparov          | 2851   | 1999-07 | A legmagasabb Élő-pontszámot elért orosz versenyző Korábbi világbajnok (1985−2000) Az első versenyző, aki átlépte a 2800-as határt                      |
| 3         | Olaszország · Amerikai Egyesült Államok                      | Fabiano Caruana         | 2844   | 2014-10 | A legmagasabb Élő-pontszámot elért amerikai versenyző Korábban a legmagasabb Élő-pontszámot elért olasz versenyző (2015-ig) − 2844 pont (2014. október) |
| 4         | Örményország · Amerikai Egyesült Államok                     | Levon Aronján           | 2830   | 2014-03 | A legmagasabb Élő-pontszámot elért örmény versenyző (2022-ig)                                                                                           |
| 5         | Fülöp-szigetek · Amerikai Egyesült Államok                   | Wesley So               | 2822   | 2017-02 | A legmagasabb Élő-pontszámot elért Fülöp-szigeteki versenyző (2014-ig) – (2755 pont, 2014. augusztus)                                                   |
| 6         | Azerbajdzsán                                                 | Şəhriyar Məmmədyarov    | 2820   | 2018-09 | A legmagasabb Élő-pontszámot elért azerbajdzsáni versenyző                                                                                              |
| 7         | Franciaország                                                | Maxime Vachier-Lagrave  | 2819   | 2016-08 | A legmagasabb Élő-pontszámot elért francia versenyző |
| 8         | India                                                        | Visuvanádan Ánand       | 2817   | 2011-09 | A legmagasabb Élő-pontszámot elért indiai versenyző Korábbi világbajnok (2000−2002, 2007−2013)                                                          |
| 9         | Szovjetunió · Oroszország                                    | Vlagyimir Kramnyik      | 2817   | 2016-10 | Korábbi világbajnok (2000, 2006-2007) |
| 10        | Bulgária                                                     | Veszelin Topalov        | 2816   | 2015-07 | A legmagasabb Élő-pontszámot elért bolgár versenyző Korábbi világbajnok (2005-2006)                                                                     |
| 11        | Amerikai Egyesült Államok                                    | Nakamura Hikaru         | 2816   | 2015-10 | |
| 12        | Kína                                                         | Ting Li-zsen            | 2816   | 2018-11 | A legmagasabb Élő-pontszámot elért kínai versenyző Világbajnok (2023–)                                                                                  |
| 13        | Oroszország                                                  | Alekszandr Griscsuk     | 2810   | 2014-12 | |
| 14        | Irán · Franciaország                                         | Li-Reza Firuzdzsa       | 2804   | 2021-12 | Korábban a legmagasabb Élő-pontszámot elért iráni versenyző (2019-ig) 2723 pont                                                                         |
| 15        | India                                                        | Erigaishi Arjun         | 2801   | 2024-12 | |
| 2775–2799 |                                                              |                         |        |         | |
| 16        | Oroszország · Hollandia                                      | Anish Giri              | 2798   | 2015-10 | A legmagasabb Élő-pontszámot elért holland versenyző |
| 17        | Oroszország                                                  | Jan Nyepomnyascsij      | 2795   | 2023-03 | |
| 18        | India                                                        | Dommarázu Gukés         | 2794   | 2024-10 | |
| 19        | Azerbajdzsán                                                 | Teymur Rəcəbov          | 2793   | 2012-10 | |
| 20        | Oroszország                                                  | Alekszandr Morozevics   | 2788   | 2008-07 | |
| 21        | Ukrajna · Oroszország                                        | Szergej Karjakin        | 2788   | 2011-07 | |
| 22        | Szovjetunió · Ukrajna                                        | Vaszil Ivancsuk         | 2787   | 2007-10 | A legmagasabb Élő-pontszámot elért ukrán versenyző |
| 23        | Amerikai Egyesült Államok                                    | Bobby Fischer           | 2785   | 1972-07 | Korábbi világbajnok (1972-1975) Az első versenyző, aki átlépte a 2700-as határt                                                                         |
| 24        | Üzbegisztán                                                  | Nodirbek Abdusatturov   | 2783   | 2024-10 | A legmagasabb Élő-pontszámot elért üzbég versenyző |
| 25        | Szovjetunió · Oroszország                                    | Anatolij Karpov         | 2780   | 1994-07 | Korábbi világbajnok (1975-1985, 1993-1999) |
| 26        | India                                                        | Praggnanandhaa R        | 2779   | 2025-07 | |
| 27        | Szovjetunió · Fehéroroszország · Izrael                      | Borisz Gelfand          | 2777   | 2013-11 | A legmagasabb Élő-pontszámot elért izraeli versenyző Korábbi legmagasabb Élő-pontszámot elért fehéroroszországi versenyző (1998-ig) – 2675 pont         |
| 28        | Magyarország                                                 | Rapport Richárd         | 2776   | 2022-04 | A legmagasabb Élő-pontszámot elért magyar versenyző (2022. szeptemberig – 2776 ponttal)                                                                 |
| 2750–2774 |                                                              |                         |        |         | |
| 29        | India                                                        | Pendjála Harikrisna     | 2770   | 2016-12 | |
| 30        | Oroszország                                                  | Peter Szvidler          | 2769   | 2013-05 | |
| 31        | Kuba                                                         | Leinier Dominguez Perez | 2768   | 2014-05 | A legmagasabb Élő-pontszámot elért kubai versenyző |
| 32        | Kína                                                         | Jü Jang-ji              | 2766   | 2018-07 | |
| 33        | Ukrajna                                                      | Pavel Eljanov           | 2765   | 2016-03 | |
| 34        | Ukrajna                                                      | Ruszlan Ponomarjov      | 2764   | 2011-07 | Korábbi világbajnok (2002-2004) |
| 35        | Magyarország                                                 | Lékó Péter              | 2763   | 2005-04 | A legmagasabb pontszámmal rendelkező magyar versenyző                                                                                                   |
| 36        | Szovjetunió · Amerikai Egyesült Államok                      | Gata Kamsky             | 2763   | 2013-07 | |
| 37        | Kína                                                         | Vang Hao                | 2763   | 2020-04 | |
| 38        | Kína                                                         | Ji Vej                  | 2763   | 2024-10 | |
| 39        | Azerbajdzsán                                                 | Vugar Gasimov           | 2761   | 2012-01 | |
| 40        | Anglia                                                       | Michael Adams           | 2761   | 2013-09 | A legmagasabb Élő-pontszámot elért angol versenyző |
| 41        | Oroszország                                                  | Vlagyiszlav Artyemjev   | 2761   | 2019-06 | |
| 42        | Oroszország                                                  | Dmitrij Jakovenko       | 2760   | 2009-01 | |
| 43        | Lengyelország                                                | Jan-Krzysztof Duda      | 2760   | 2021-12 | A legmagasabb Élő-pontszámot elért lengyel versenyző |
| 44        | Oroszország                                                  | Jevgenyij Tomasevszkij  | 2758   | 2015-09 | |
| 45        | Kína                                                         | Li Csao                 | 2758   | 2016-06 | |
| 46        | Kína                                                         | Vang Jüe                | 2756   | 2010-09 | |
| 47        | Szovjetunió · Spanyolország · Lettország                     | Alekszej Sirov          | 2755   | 2008-01 | A legmagasabb Élő-pontszámot elért lett versenyző Korábban a legmagasabb Élő-pontszámot elért spanyol versenyző (2011-ig) – 2755 pont, 2008. január     |
| 48        | Szovjetunió · Grúzia · Csehország · Szlovákia · Örményország | Szergej Movszeszjan     | 2751   | 2009-01 | A legmagasabb Élő-pontszámot elért szlovák versenyző (2010-ig) – 2751 pont, 2009. január                                                                |
| 49        | Csehország                                                   | David Navara            | 2751   | 2015-05 | A legmagasabb Élő-pontszámot elért cseh versenyző |
| 50        | Oroszország                                                  | Nyikita Vityugov        | 2751   | 2019-11 | |
| 51        | Lengyelország                                                | Radosław Wojtaszek      | 2750   | 2017-01 | |
| 2725–2749 |                                                              |                         |        |         | |
| 52        | Franciaország                                                | Etienne Bacrot          | 2749   | 2013-11 | |
| 53        | India                                                        | Aravindh Chithambaram   | 2749   | 2025-04 | |
| 54        | India                                                        | Santosh Gujrathi Vidit  | 2747   | 2024-02 | |
| 55        | Oroszország                                                  | Dmitrij Andrejkin       | 2743   | 2016-06 | |
| 56        | Németország                                                  | Vincent Keymer          | 2743   | 2024-01 | A legmagasabb Élő-pontszámot elért német versenyző |
| 57        | Vietnám                                                      | Le Quang Liem           | 2741   | 2024-08 | A legmagasabb Élő-pontszámot elért vietnami versenyző                                                                                                   |
| 58        | Szovjetunió · Oroszország · Kanada                           | Jevgenyij Barejev       | 2739   | 2003-10 | A legmagasabb Élő-pontszámot elért kanadai versenyző |
| 59        | Oroszország · Szlovénia                                      | Vlagyimir Fedoszejev    | 2739   | 2025-03 | A legmagasabb Élő-pontszámot elért szlovén versenyző |
| 60        | Oroszország                                                  | Makszim Matlakov        | 2738   | 2017-11 | |
| 61        | Lettország · Németország · Azerbajdzsán                      | Arkadij Naiditsch       | 2737   | 2013-12 | Korábban a legmagasabb Élő-pontszámot elért német versenyző (2015-ig) – 2737 pont, 2013. december                                                       |
| 62        | Amerikai Egyesült Államok                                    | Hans Moke Niemann       | 2736   | 2025-04 | |
| 63        | Magyarország                                                 | Polgár Judit            | 2735   | 2005-07 | A legmagasabb Élő-pontszámot elért női versenyző |
| 64        | Szovjetunió · Moldova                                        | Viktor Bologan          | 2734   | 2012-08 | A legmagasabb Élő-pontszámot elért moldovai versenyző                                                                                                   |
| 65        | Grúzia                                                       | Baadur Jobava           | 2734   | 2012-09 | A legmagasabb Élő-pontszámot elért grúz versenyző |
| 66        | Irán                                                         | Parham Maghsoodloo      | 2734   | 2023-05 | A legmagasabb pontszámot elért iráni versenyző 2023. februártól                                                                                         |
| 67        | Oroszország                                                  | Vlagyimir Malahov       | 2732   | 2010-07 | |
| 68        | Oroszország                                                  | Erneszto Inarkijev      | 2732   | 2016-09 | |
| 69        | Amerikai Egyesült Államok                                    | Samuel Shankland        | 2731   | 2019-02 | |
| 70        | Kína                                                         | Pu Hsziang-cse          | 2731   | 2019-02 | |
| 71        | Magyarország                                                 | Almási Zoltán           | 2726   | 2011-07 | |
| 72        | Ukrajna                                                      | Olekszandr Moiszejenko  | 2726   | 2011-09 | |
| 73        | Oroszország                                                  | Jevgenyij Alekszejev    | 2725   | 2009-09 | |
| 74        | Ukrajna                                                      | Andrij Volokityin       | 2725   | 2013-03 | |
| 2710–2724 |                                                              |                         |        |         | |
| 75        | Kína                                                         | Ni Hua                  | 2724   | 2009-04 | |
| 76        | Spanyolország                                                | Francisco Vallejo Pons  | 2724   | 2011-07 | A legmagasabb Élő-pontszámot elért spanyol versenyző |
| 77        | Ukrajna                                                      | Anton Korobov           | 2723   | 2014-01 | |
| 78        | Oroszország                                                  | Andrej Jeszipenko       | 2723   | 2022-03 | |
| 79        | Üzbegisztán                                                  | Javokhir Sindarov       | 2722   | 2025-07 | |
| 80        | India                                                        | Krishnan Sasikiran      | 2720   | 2012-05 | |
| 81        | Oroszország                                                  | Alekszandr Rjazancev    | 2720   | 2012-07 | |
| 82        | Ukrajna                                                      | Olekszandr Arescsenko   | 2720   | 2012-12 | |
| 83        | Franciaország                                                | Laurent Fressinet       | 2720   | 2015-06 | |
| 84        | Oroszország                                                  | Danyiil Dubov           | 2720   | 2021-12 | |
| 85        | Bulgária · Grúzia                                            | Ivan Cseparinov         | 2718   | 2008-08 | |
| 86        | Irán                                                         | Tabatabaei M. Amin      | 2718   | 2024-07 | |
| 87        | Kuba                                                         | Lazaro Bruzon Batista   | 2717   | 2012-10 | |
| 88        | Ukrajna                                                      | Jurij Krivorucsko       | 2717   | 2015-11 | |
| 89        | Szerbia                                                      | Alekszej Szarana        | 2717   | 2024-07 | A legmagasabb Élő-pontszámot elért szerb versenyző |
| 90        | Szovjetunió · Oroszország                                    | Valerij Szalov          | 2715   | 1995-01 | |
| 91        | Üzbegisztán                                                  | Rusztam Kaszimdzsanov   | 2715   | 2015-05 | Korábbi világbajnok (2004–2005) |
| 92        | Oroszország                                                  | Kirill Alekszejenko     | 2715   | 2019-11 | |
| 93        | Hollandia                                                    | Jorden van Foreest      | 2715   | 2022-05 | |
| 94        | Hollandia                                                    | Loek Van Wely           | 2714   | 2001-10 | |
| 95        | Oroszország                                                  | Denisz Hiszmatullin     | 2714   | 2014-03 | |
| 96        | Szovjetunió · Örményország                                   | Vladimir Hakobján       | 2713   | 2006-07 | |
| 97        | Anglia                                                       | Luke McShane            | 2713   | 2012-07 | |
| 98        | Anglia                                                       | Nigel Short             | 2712   | 2004-04 | |
| 99        | Anglia                                                       | David Howell            | 2712   | 2015-08 | |
| 100       | Egyiptom                                                     | Bassem Amin             | 2712   | 2019-01 | A legmagasabb Élő-pontszámot elért egyiptomi versenyző                                                                                                  |
| 101       | Amerikai Egyesült Államok                                    | Jeffery Xiong           | 2712   | 2019-11 | |
| 102       | Oroszország · Magyarország                                   | Szanan Szjugirov        | 2712   | 2022-11 | |
| 103       | Szovjetunió · Oroszország                                    | Alekszej Drejev         | 2711   | 2011-07 | |
| 104       | Örményország                                                 | Gabriel Szargiszján     | 2711   | 2022-09 | |
| 105       | Szovjetunió · Ukrajna · Szlovénia                            | Alekszandr Beljavszkij  | 2710   | 1997-07 | |
| 106       | Oroszország                                                  | Alekszandr Motiljov     | 2710   | 2009-07 | |
| 107       | Izrael                                                       | Maxim Rodshtein         | 2710   | 2016-03 | |
| 108       | Románia                                                      | Bogdan-Daniel Deac      | 2710   | 2022-09 | A legmagasabb Élő-pontszámot elért román versenyző |
| 2700–2709 |                                                              |                         |        |         | |
| 109       | Azerbajdzsán                                                 | Rauf Mamedov            | 2709   | 2017-12 | |
| 110       | Anglia                                                       | Gawain Jones            | 2709   | 2019-06 | |
| 111       | Ukrajna                                                      | Zahar Efimenko          | 2708   | 2011-03 | |
| 112       | Románia · Németország                                        | Liviu-Dieter Nisipeanu  | 2707   | 2005-10 | Korábban a legmagasabb Élő-pontszámot elért román versenyző (2014-ig) – 2707 pont, 2005. október                                                        |
| 113       | Szovjetunió · Oroszország                                    | Jevgenyij Najer         | 2707   | 2017-08 | |
| 114       | Jugoszlávia · Bosznia-Hercegovina · Hollandia                | Ivan Szokolov           | 2706   | 2004-01 | Korábban a legmagasabb Élő-pontszámot elért bosnyák versenyző (1994-ig) − 2650 (Jelenleg Predrag Nikolić − 2676 pont, 2004. október)                    |
| 115       | Magyarország                                                 | Berkes Ferenc           | 2706   | 2011-09 | |
| 116       | Szovjetunió · Oroszország                                    | Szergej Rubljovszkij    | 2706   | 2013-11 | |
| 117       | Szovjetunió · Lettország                                     | Mihail Tal              | 2705   | 1980-01 | Korábbi világbajnok (1960–1961) |
| 118       | Szovjetunió · Oroszország · Izrael · Svájc                   | Vadim Milov             | 2705   | 2008-07 | A legmagasabb Élő-pontszámot elért svájci versenyző |
| 119       | Oroszország                                                  | Borisz Gracsov          | 2705   | 2012-03 | |
| 120       | Norvégia                                                     | Jon Ludwig Hammer       | 2705   | 2016-02 | |
| 121       | Csehország                                                   | Viktor Laznicka         | 2704   | 2012-01 | |
| 122       | Amerikai Egyesült Államok                                    | Ray Robson              | 2704   | 2023-04 | |
| 123       | Szovjetunió · Izrael                                         | Emil Sutovsky           | 2703   | 2012-01 | |
| 124       | Ausztria                                                     | Markus Ragger           | 2703   | 2017-02 | A legmagasabb Élő-pontszámot elért osztrák versenyző |
| 125       | Fehéroroszország                                             | Vladislav Kovalev       | 2703   | 2019-02 | A legmagasabb Élő-pontszámot elért fehéroroszországi versenyző                                                                                          |
| 126       | Horvátország                                                 | Ivan Saric              | 2703   | 2019-03 | A legmagasabb Élő-pontszámot elért horvát versenyző |
| 127       | Spanyolország                                                | David Antón Guijarro    | 2703   | 2020-03 | |
| 128       | Amerikai Egyesült Államok                                    | Samuel Sevian           | 2703   | 2022-05 | |
| 129       | Szovjetunió · Lengyelország                                  | Michał Krasenkow        | 2702   | 2000-07 | |
| 130       | Szovjetunió · Izrael                                         | Ilia Smirin             | 2702   | 2001-07 | |
| 131       | Oroszország                                                  | Alekszandr Halifman     | 2702   | 2001-10 | Korábbi világbajnok (1999–2000) |
| 132       | Szovjetunió · Grúzia · Bosznia-Hercegovina · Grúzia          | Zurab Azmaiparasvili    | 2702   | 2003-07 | |
| 133       | Franciaország                                                | Romain Edouard          | 2702   | 2014-06 | |
| 134       | Ukrajna · Lettország                                         | Igor Kovalenko          | 2702   | 2015-08 | |
| 135       | Örményország                                                 | Gabriel Szargiszjan     | 2702   | 2015-12 | |
| 136       | Ukrajna · Amerikai Egyesült Államok                          | Alexander Onischuk      | 2701   | 2010-07 | |
| 137       | India                                                        | Adhiban Baskaran        | 2701   | 2019-04 | |
| 138       | Dánia                                                        | Peter Heine Nielsen     | 2700   | 2010-07 | A legmagasabb Élő-pontszámot elért dán versenyző |
| 139       | Oroszország                                                  | Igor Liszij             | 2700   | 2015-01 | |

## A női sakkozók örökranglistája
A női sakkozók örökranglistája tartalmazza azoknak a női sakkozóknak a nevét, akik az Élő-pontrendszer bevezetését követően elérték a 2500 pontot.
A listában feltüntetésre kerül az egyéni rekord elérésének első időpontja, valamint az, hogy ez a pontszám milyen rekordnak tekinthető.
A 2500-as határt 2000-ig hat versenyző, 2009-ig 21 versenyző lépte át. 2021. augusztusban a listán 54 olyan név szerepel, akik legalább egyszer életükben elérték a 2500 pontot.
A 2600-as határt 2021. augusztusig hat versenyző szárnyalta túl.
A 2700-as határt 2021. decemberig egyedül Polgár Judit lépte át. A listában 2021. decemberig négy magyar található: Polgár Judit mellett testvérei Polgár Zsuzsa és Polgár Zsófia, valamint a vietnami származású magyar állampolgár Hoang Thanh Trang, aki magyar színekben érte el legjobb Élő-pontszámát.
Megjegyzés: A listában mindazon országok feltüntetésre kerülnek, amely ország színeiben az adott versenyző játszott pályafutása során, de a rekordok között csak azon ország esetében lett figyelembe véve, amely ország színeiben az adott rekordot tartotta.
|           | Ország                                   | Versenyző                 | Élő-p. | Elérése | Megjegyzés |
| --------- | ---------------------------------------- | ------------------------- | ------ | ------- | --- |
| 2700+     |                                          |                           |        |         | |
| 1         | Magyarország                             | Polgár Judit              | 2735   | 2005-07 | A legmagasabb Élő-pontszámot elért magyar női sakkozó. Az első női sakkozó, aki átlépte a 2700-as határt. Az első női sakkozó, aki átlépte a 2600-as határt. |
| 2600-2699 |                                          |                           |        |         | |
| 2         | Kína                                     | Hou Ji-fan                | 2686   | 2015-03 | A legmagasabb Élő-pontszámot elért kínai női sakkozó A legmagasabb pontszámot elért női világbajnok.                                                         |
| 3         | India                                    | Kónéru Hanpi              | 2623   | 2009-07 | A legmagasabb Élő-pontszámot elért indiai női sakkozó |
| 4         | Oroszország                              | Alekszandra Gorjacskina   | 2611   | 2021-08 | A legmagasabb Élő-pontszámot elért orosz női sakkozó |
| 5         | Szlovénia · Ukrajna                      | Anna Muzicsuk             | 2606   | 2012-07 | A legmagasabb Élő-pontszámot elért ukrán női sakkozó Korábban a legmagasabb pontszámot elért szlovén női sakkozó (2012−2014)                                 |
| 6         | Kína                                     | Csü Ven-csün              | 2604   | 2017-03 | Világbajnok (2018–) |
| 2550-2599 |                                          |                           |        |         | |
| 7         | Oroszország                              | Tatyjana Koszinceva       | 2581   | 2010-11 | |
| 8         | Kína                                     | Csao Hszüe                | 2579   | 2013-09 | |
| 9         | Magyarország · Amerikai Egyesült Államok | Polgár Zsuzsa             | 2577   | 2005-01 | A legmagasabb Élő-pontszámot elért amerikai női sakkozó Korábbi világbajnok (1996−1999)                                                                      |
| 10        | Oroszország                              | Nagyezsda Koszinceva      | 2576   | 2010-11 | |
| 11        | Kína                                     | Hszie Csün                | 2574   | 2008-01 | Korábbi világbajnok (1991−1996 és 1999−2001) |
| 12        | Grúzia                                   | Nana Dzagnidze            | 2573   | 2015-06 | A legmagasabb Élő-pontszámot elért grúz női sakkozó |
| 13        | Ukrajna                                  | Marija Muzicsuk           | 2563   | 2016-03 | Korábbi világbajnok (2015−2016) |
| 14        | Ukrajna · Oroszország                    | Jekatyerina Lagno         | 2563   | 2022-10 | |
| 15        | Kína                                     | Tan Csung-ji              | 2561   | 2024-12 | Korábbi világbajnok (2017–2018) |
| 16        | Szovjetunió · Grúzia                     | Maia Csiburdanidze        | 2560   | 1988-01 | A legmagasabb Élő-pontszámot elért szovjet női sakkozó Korábbi világbajnok (1978−1991)                                                                       |
| 17        | Oroszország                              | Alisza Galljamova         | 2560   | 1998-07 | |
| 18        | Bulgária                                 | Antoaneta Sztefanova      | 2560   | 2003-01 | A legmagasabb Élő-pontszámot elért bolgár sakkozó Korábbi világbajnok (2004−2006)                                                                            |
| 19        | Oroszország                              | Alekszandra Kosztyenyuk   | 2557   | 2016-04 | Korábbi világbajnok (2008−2010) |
| 20        | Svédország                               | Pia Cramling              | 2550   | 2008-10 | A legmagasabb Élő-pontszámot elért svéd női sakkozó |
| 2500-2549 |                                          |                           |        |         | |
| 21        | Kína · Katar                             | Csu Csen                  | 2548   | 2008-01 | A legmagasabb Élő-pontszámot elért katari női sakkozó Korábbi világbajnok (2001−2004)                                                                        |
| 22        | Oroszország                              | Valentyina Gunyina        | 2548   | 2015-06 | |
| 23        | Kína                                     | Csu Csiner                | 2547   | 2025-06 | |
| 24        | Kína                                     | Lej Ting-csie             | 2545   | 2018-03 | |
| 25        | India                                    | Drónavalli Hárika         | 2543   | 2016-11 | |
| 26        | Litvánia                                 | Viktorija Čmilytė         | 2542   | 2017-07 | A legmagasabb Élő-pontszámot elért litván női sakkozó |
| 27        | Ukrajna · Amerikai Egyesült Államok      | Anna Zatonskih            | 2537   | 2011-05 | |
| 28        | Franciaország                            | Marie Sebag               | 2537   | 2013-03 | A legmagasabb Élő-pontszámot elért francia női sakkozó |
| 29        | Grúzia                                   | Bela Kotenasvili          | 2531   | 2013-06 | |
| 30        | Grúzia                                   | Nino Baciasvili           | 2528   | 2018-03 | |
| 31        | Örményország                             | Elina Danielian           | 2521   | 2011-07 | A legmagasabb Élő-pontszámot elért örmény női sakkozó |
| 32        | Szovjetunió · Grúzia                     | Nana Ioszeliani           | 2520   | 1997-07 | |
| 33        | Kazahsztán                               | Dinara Saduakassova       | 2519   | 2020-01 | A legmagasabb Élő-pontszámot elért kazah női sakkozó |
| 34        | Kína                                     | Hszü Jü-hua               | 2517   | 2006-04 | Korábbi világbajnok (2006−2008) |
| 35        | Oroszország                              | Polina Suvalova           | 2516   | 2021-12 | |
| 36        | Németország                              | Elisabeth Pähtz           | 2513   | 2018-09 | A legmagasabb Élő-pontszámot elért német női sakkozó |
| 37        | Kína                                     | Vang Lej                  | 2512   | 2001-10 | |
| 38        | Vietnám · Magyarország                   | Hoang Thanh Trang         | 2511   | 2013-11 | |
| 39        | Kazahsztán                               | Bibisara Assaubayeva      | 2509   | 2025-06 | |
| 40        | Oroszország                              | Natalja Pogonyina         | 2508   | 2014-07 | |
| 41        | Oroszország                              | Jekatyerina Kovalevszkaja | 2507   | 2001-07 | |
| 42        | Kazahsztán                               | Abdumalik Zhansaya        | 2507   | 2021-10 | |
| 43        | Kína                                     | Vang Pin                  | 2506   | 2000-10 | |
| 44        | Szovjetunió · Grúzia · Skócia            | Ketevan Arakhamia-Grant   | 2506   | 2009-07 | A legmagasabb Élő-pontszámot elért skót női sakkozó |
| 45        | India                                    | Vaishali Rameshbabu       | 2506   | 2024-08 | |
| 46        | Magyarország                             | Polgár Zsófia             | 2505   | 1998-07 | |
| 47        | Lengyelország                            | Monika Soćko              | 2505   | 2008-04 | A legmagasabb Élő-pontszámot elért lengyel női sakkozó |
| 48        | Oroszország                              | Olga Girja                | 2505   | 2017-09 | |
| 49        | Oroszország · Lengyelország              | Alina Kaslinszkaja        | 2505   | 2022-06 | |
| 50        | Örményország                             | Lilit Mkrtchian           | 2503   | 2010-01 | |
| 51        | Kína                                     | Zsuan Lu-fej              | 2503   | 2014-01 | |
| 52        | Szovjetunió · Oroszország                | Szvetlana Matvejeva       | 2502   | 2004-01 | |
| 53        | Ukrajna                                  | Anna Usenyina             | 2502   | 2007-07 | Korábbi világbajnok (2012−2013) |
| 54        | Amerikai Egyesült Államok                | Irina Krush               | 2502   | 2013-10 | |
| 55        | Kína                                     | Csin Kan-jing             | 2501   | 2000-07 | |
| 56        | Moldova · Franciaország                  | Almira Skripchenko        | 2501   | 2003-01 | |
| 57        | India                                    | Divja Desmukh             | 2501   | 2024-10 | |
| 58        | Grúzia                                   | Lela Javakisvili          | 2500   | 2010-03 | |